# (33342) 1998 WT24
(33342) 1998 WT24 est un astéroïde Aten dans la zone d'influence de Vénus qui s'approche souvent de Mercure, Vénus et la Terre. C'est un objet potentiellement dangereux parmi les plus étudiés.

## Faible aphélie
(33342) 1998 WT24 fut découvert le 25 novembre 1998 par LINEAR quatre mois après un passage rapproché de Mercure (environ 0,047 ua).
À l'époque de cette découverte, les astronomes recherchaient le premier astéroïde apohele (orbitant complètement à l'intérieur de l'orbite terrestre). Tôt dans l'année, David J. Tholen annonça avoir trouvé le premier d'entre eux qui fut nommé 1998 DK36, mais il fut perdu avant d'être confirmé. Ainsi, 1993 DA (en) demeura l'astéroïde de plus faible aphélie à 1,023 ua jusqu'à la découverte de 1998 WT24 qui fut lui-même détrôné quelques semaines plus tard par 1998 XX2 et son aphélie de 1,013 ua. D'autres astéroïdes se succédèrent au titre du plus faible aphélie jusqu'en février 2003 quand le premier authentique apohele (163693) Atira fut trouvé et confirmé. À ce jour, 1998 WT24 est l'astéroïde numéroté possédant le plus faible aphélie.

## Zone d'influence de Vénus
1998 WT24 est le second astéroïde trouvé dans la zone d'influence de Vénus[évasif]. Il est situé vers la frontière intérieure tandis que (99907) 1989 VA, le premier trouvé, se trouve à la frontière extérieure. Une planète peut capturer un astéroïde qui évolue dans sa sphère d'influence et l'emmener dans une relation co-orbitale telle que troyenne ou en fer à cheval. Cependant, comme il approche souvent la Terre et Mercure, 1998 WT24 et Vénus ne restent jamais longtemps co-orbitaux. Sur les six objets évoluant dans la zone d'influence de Vénus, seul (524522) 2002 VE68 est réellement co-orbital.

## Risque de collision
1998 WT24 est un astéroïde potentiellement dangereux dont l'orbite le rapproche parfois très près de la Terre qu'il pourrait percuter. Le 16 décembre 2001, il devint le premier astéroïde dangereux observé passant à moins de 5 distances lunaires de la Terre. D'autres astéroïdes ont depuis été observés passant plus près (et même à l'intérieur de l'orbite lunaire), mais de taille moindre et ne présentant pas une menace significative.
Ce passage de 2001 fut le plus rapproché connu depuis celui de 1999 RD32 en 1999, encore que 1999 RD32 n'ait pas été observé alors mais fut trouvé des années après son passage.
En septembre 2004, l'astéroïde menaçant (4179) Toutatis, beaucoup plus médiatisé, passa à moins de 4 distances lunaires de la Terre. Du fait de sa plus grande taille (5,7 km) et de sa distance plus proche, Toutatis fut, au plus près de la Terre, environ une demi magnitude plus lumineux que 1998 WT24 lors de son passage. Cependant, Toutatis passa pendant une pleine Lune et ainsi 1998 WT24 reste le passage d'astéroïde qui fut le plus facilement observable. De plus, il est le premier astéroïde géocroiseur à avoir été observé avec une magnitude apparente inférieure à 10.

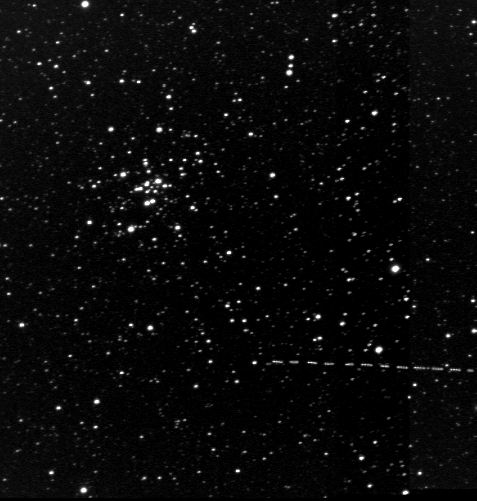
Trajectoire de l'astéroïde passant devant M34 le 16 décembre 2001

## Rencontres fréquentes
1998 WT24 est un astéroïde herméocroiseur, cythérocroiseur et géocroiseur. Du fait de sa faible inclinaison, il peut approcher les trois planètes intérieures. Son orbite se rapproche de 0,021 ua de l'orbite de Mercure, de 0,0368 ua de celle de Vénus et de 0,00989 ua de la Terre.

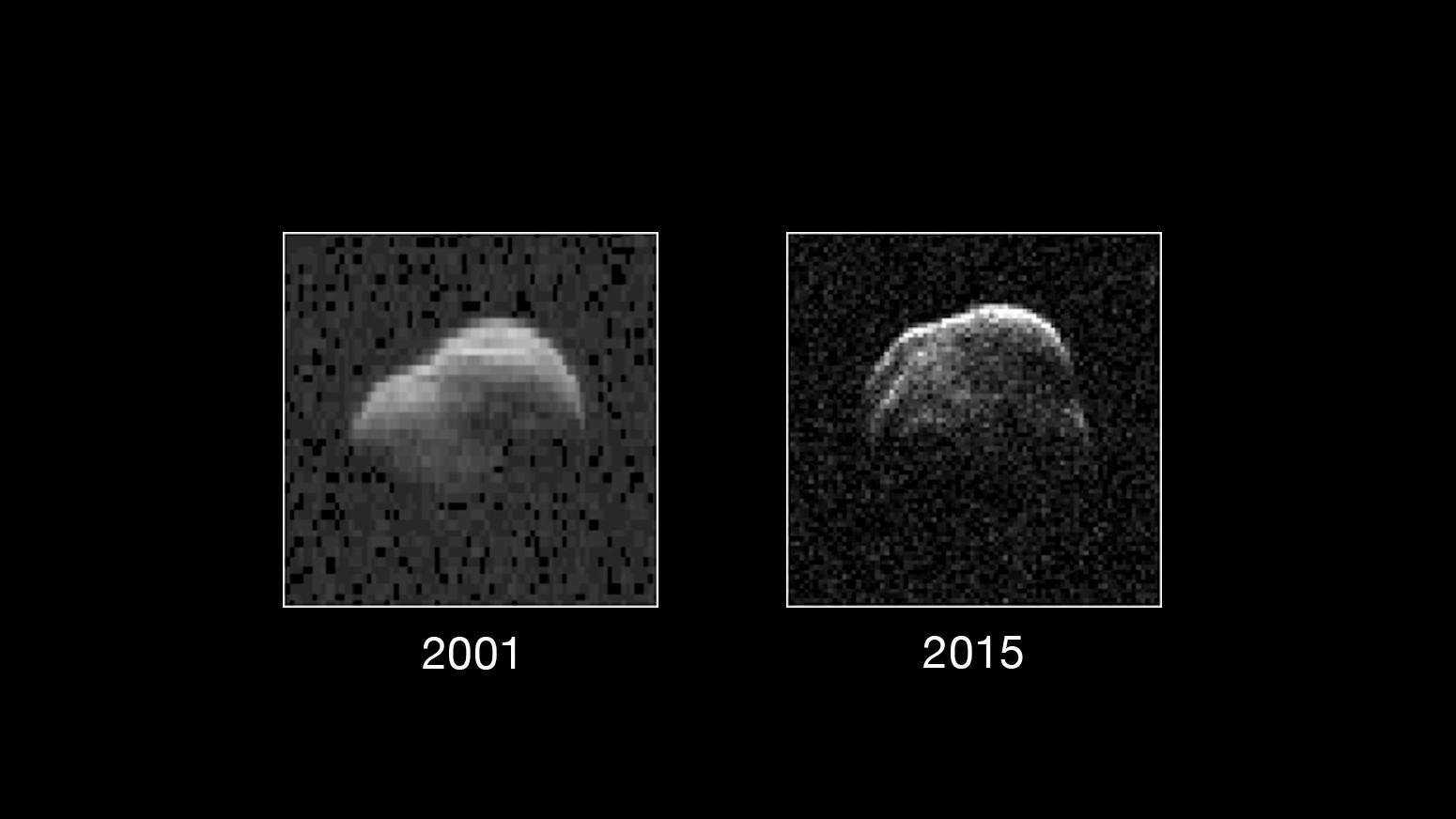
Comparaison entre deux images radar de obtenues lors de ses passages à proximité de la Terre en décembre 2001 (à gauche) et décembre 2015 (à droite).

Son prochain passage à proximité de la Terre est prévu pour 2035. Chaque passage à proximité d'une planète altère légèrement son mouvement, obligeant les astronomes à surveiller constamment les évolutions de son orbite.

## Candidat aux missions futures
L'orbite de 1998 WT24 croise non seulement celle de la Terre, mais en plus lui est à peu près parallèle à son aphélie. Il y a donc certaines années où un transfert vers cet astéroïde est très économique et s'y poser peut même être moins coûteux que sur notre propre Lune.
Cet astéroïde est par conséquent en bonne place parmi les candidats aux futures missions de survol, d'atterrissage, d'exploitation minière ou de modification d'orbite.